# Askprinia
Askprinia (Prinia socialis) är en asiatisk fågel i familjen cistikolor. Den förekommer huvudsakligen i Indien, men även i Pakistan, Bangladesh och Sri Lanka. IUCN kategoriserar den som livskraftig.

## Utseende och läten
Askprinian är en distinkt 12–13 cm lång prinia med mycket lång och avsmalnad stjärt, dock kortare under häckningstid, framför allt i Sri Lanka. Hjässa och örontäckare är skiffergrå, ögonen röda, ovansidan skiffergrå eller rostbrun och orangebeige anstrykning på undersidan. Sången som levereras från toppen av en buske eller telefontråd alternativt i sångflykt, är en högljudd och livlig ramsa som i engelsk litteratur återges "jimmy-jimmy-jimmy".

## Utbredning och systematik
Askprinia delas in i fyra underarter med följande utbredning:
- Prinia socialis stewarti – förekommer från norra Pakistan (övre Indusfloden) till Nepal och norra Indien
- Prinia socialis inglisi – förekommer i nordöstra Indien Sikkim, Bhutan, Assam och Bangladesh
- Prinia socialis socialis – förekommer på Indiska halvön
- Prinia socialis brevicauda – förekommer på Sri Lanka

### Familjetillhörighet
Cistikolorna behandlades tidigare som en del av den stora familjen sångare (Sylviidae). Genetiska studier har dock visat att sångarna inte är varandras närmaste släktingar. Istället är de en del av en klad som även omfattar timalior, lärkor, bulbyler, stjärtmesar och svalor. Idag delas därför Sylviidae upp i ett antal familjer, däribland Cisticolidae.

## Levnadssätt
Askprinian är en vanlig och välkänd fågel som aktivt rör sig i undervegetationen med ryckig flykt mellan buskar, eller hoppar på marken på jakt efter insekter, ofta med stjärten rest. Fågeln häckar nära marken, i buskar eller högt gräs.

## Status och hot
Arten har ett stort utbredningsområde och en stor population med stabil utveckling. Utifrån dessa kriterier kategoriserar IUCN arten som livskraftig (LC). Världspopulationen har inte uppskattats men den beskrivs som lokalt vanligt förekommande.

## Namn
Prinia kommer av Prinya, det javanesiska namnet för bandvingad prinia (Prinia familiaris).

## Bilder

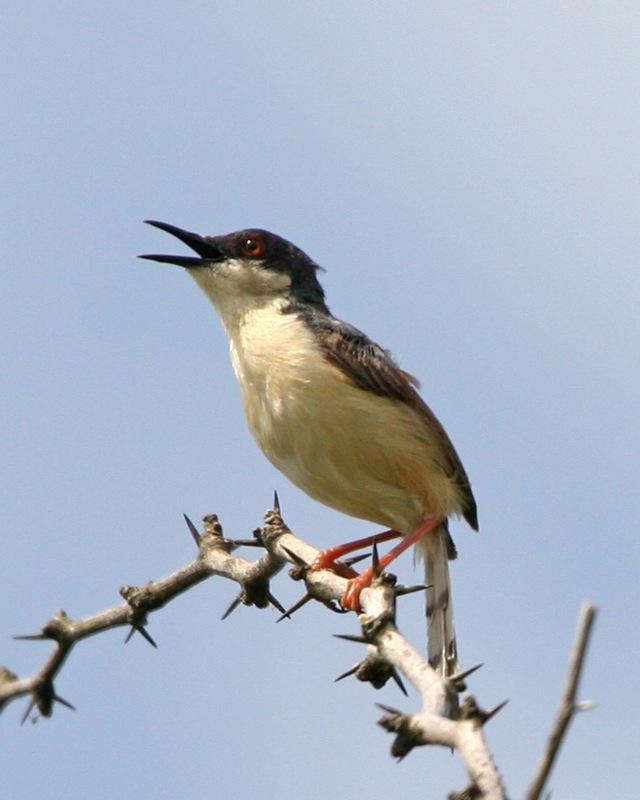
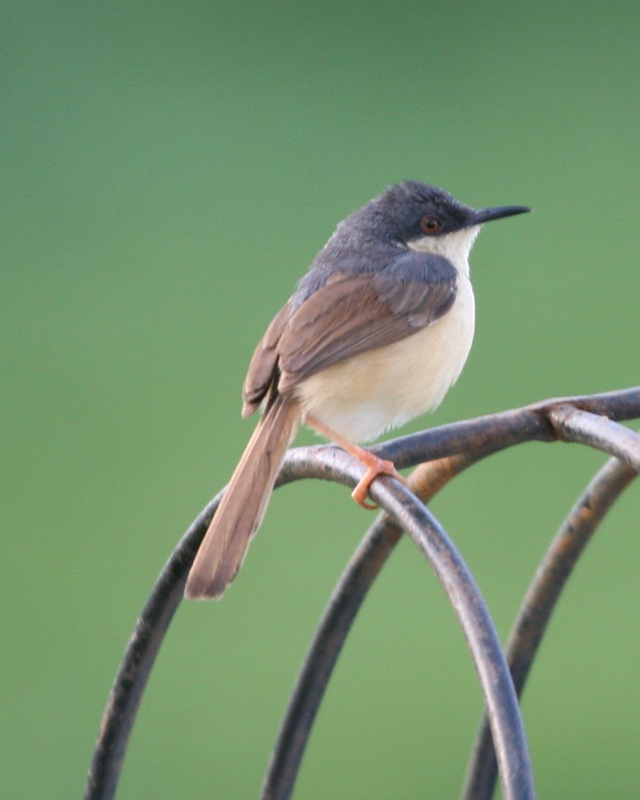
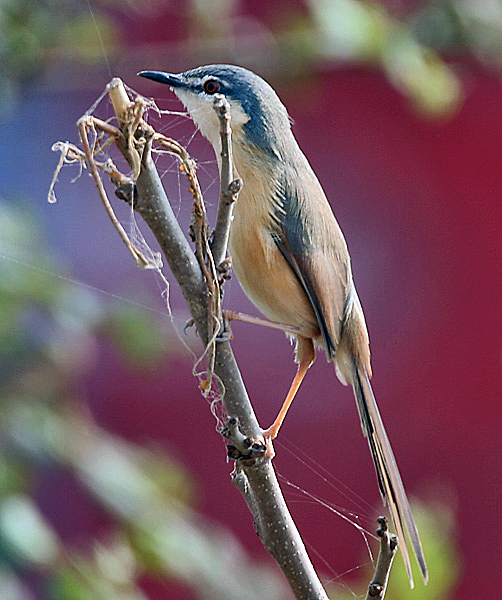
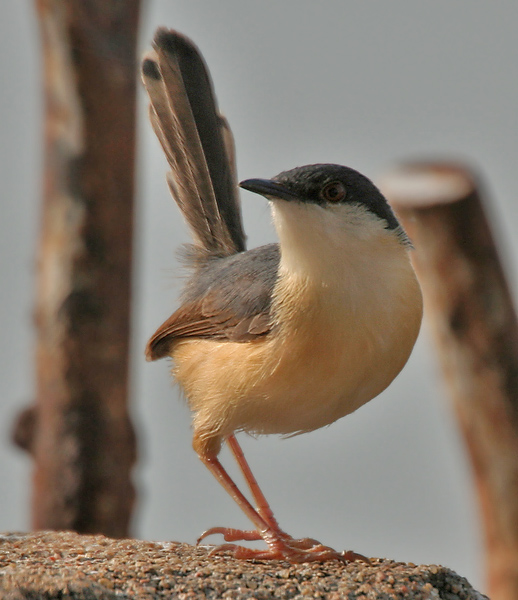
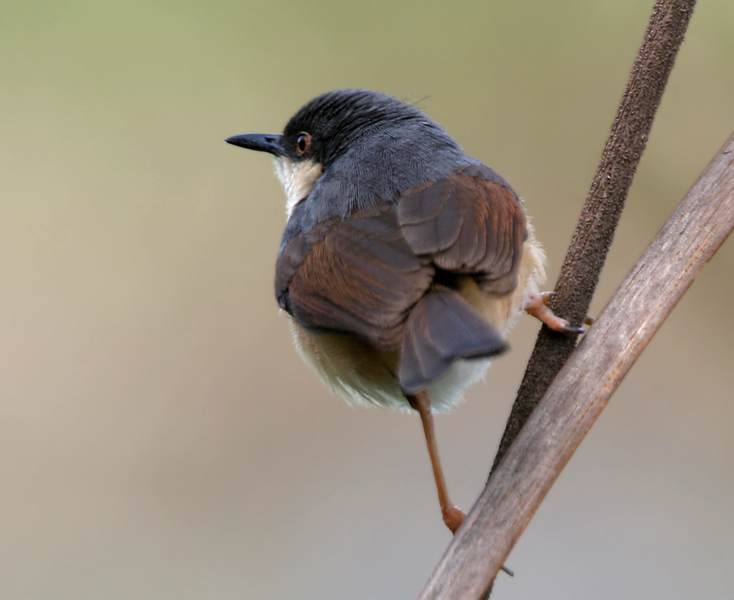
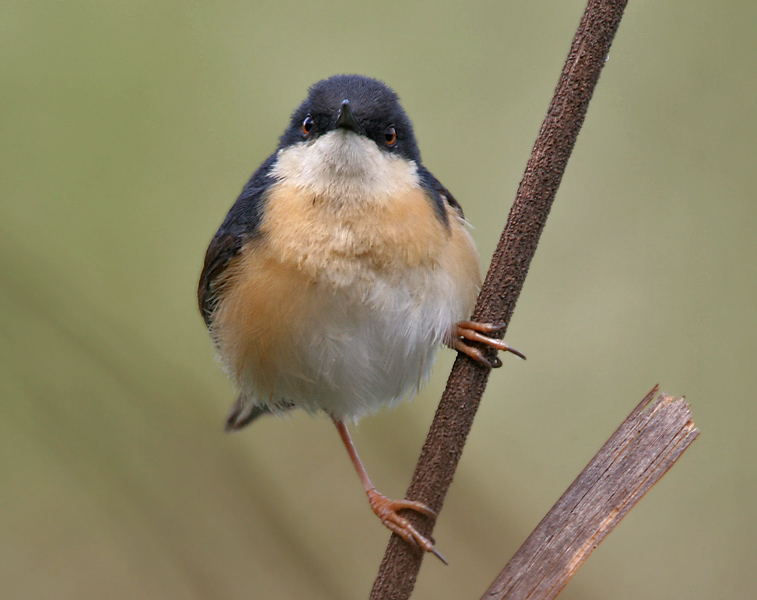
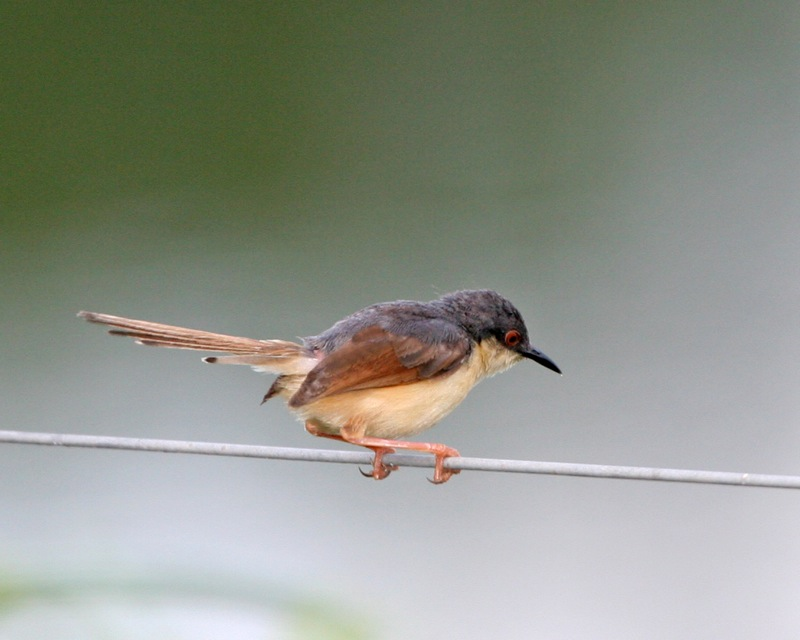